# Omphale pedicellata
Omphale pedicellata är en stekelart som beskrevs av Christer Hansson 1996. Omphale pedicellata ingår i släktet Omphale och familjen finglanssteklar.
Artens utbredningsområde är Costa Rica. Inga underarter finns listade i Catalogue of Life.